# La Blanca, Zacatecas
La Blanca är en ort i Mexiko.   Den ligger i kommunen Pinos och delstaten Zacatecas, i den centrala delen av landet, 400 km nordväst om huvudstaden Mexico City. La Blanca ligger 2 174 meter över havet och antalet invånare är 618.
Terrängen runt La Blanca är lite kuperad. Runt La Blanca är det ganska glesbefolkat, med 21 invånare per kvadratkilometer. Närmaste större samhälle är El Nigromante, 17,1 km nordväst om La Blanca. Omgivningarna runt La Blanca är i huvudsak ett öppet busklandskap.